# 3327 Кампінс
3327 Кампінс (3327 Campins) — астероїд головного поясу, відкритий 14 серпня 1985 року.
Тіссеранів параметр щодо Юпітера — 3,193.